# Остен-Сакен, Карл
Карл Остен-Сакен (1726—1794) — немецкий аристократ, князь, саксонский, дипломат, затем прусский обер-камергер и статс-министр.

## Биография
Происходил из древнего дворянского рода Остен-Сакен. Родился в Дондагене, Курляндия 13 октября 1726 года в семье полковника Гессен-Кассельской службы Иоганна Ульриха фон дер Остен-Саккена (1674—1731).
С 1738 года учился в Кенигсбергском университете. Женитьба на дочери фаворита Польского короля графа Брюля, открыла ему блестящие возможности продвижения по службе. Назначен саксонско-польским посланником в Стокгольме (1756—1763), затем — в Петербурге (1763—1768). Имея чин тайного советника курфюршества Саксонского, в 1763 году был возведён императором Францем I в графское достоинство Священной Римской империи.
В 1777 году перешёл на службу в Пруссию. Сначала был при короле Фридрихе II обер-камергером, затем тайным государственным (статс-) и военным министром. В 1786 году был возведён королём Фридрихом-Вильгельмом II в княжеское достоинство Прусского королевства.
Кавалер нескольких орденов: 3 июля 1777 года был награжден орденом Черного орла; имел польский орден Белого орла и российские ордена орденов Святого апостола Андрея Первозванного и Святого Александра Невского.
Умер 31 декабря 1794 года в Берлине.